# Schappen
Beim  Schappen (slowenisch: šapanje), Tschappen, Pisnen oder Frisch und gsund wichsen   ziehen Kinder in Kärnten (frisch und gsund schlågen in der Steiermark) anderswo am Tag der unschuldigen Kinder, dem  28. Dezember,   von Haus zu Haus und wünschen  Gesundheit und Glück für das Neue Jahr, während sie mit Zweigen oder Ruten das Gesäß der Erwachsenen bearbeiten.
Der Brauch, der – gleich oder ähnlich –  anderswo auch Namen trägt wie z. B.  „Biesnen“,  „Auffrischen“, „Aufkindeln“ etc., ist ein alter Fruchtbarkeitszauber ebenso wie ein Heischebrauch, denn trotz ihrer  körperlichen Züchtigungstätigkeit  erwarten die Kinder, dass sie   mit Süßigkeiten oder Münzen bedacht werden.
Eigentlich steht an diesem Tag das Gedenken an den  Kindermord in Betlehem auf Geheiß von König Herodes (Mt 2,16 ) im Mittelpunkt und hierfür erfolgt nun  eine symbolische Bestrafung  der Erwachsenen durch Kinder.
Die wohlmeinenden Verse, die die „Züchtigung“ begleiten, sind  allerdings nur durch den heidnischen Ursprung des Brauchs erklärbar: Die „Rute“ galt als „Lebens- und Glücksrute“.
Lokal unterschiedliche  Regelungen kann es bei der jetzt geübten Form des Brauches  geben.  So kann der Zeitraum des erlaubten „Schappens“  beispielsweise auf den Vormittag  oder das Alter der Teilnehmer auf den Pflichtschulbesuch  begrenzt sein, doch ist etwa in  Feistritz an der Gail das Schappen  immer noch ein Bestandteil des Burschenschaftsbrauchtums. Früher wurde das Schappen im slowenischsprachigen Raum angeblich  überhaupt nur von Männern ausgeübt, wobei der Schlag mit der Rute Kindersegen bescheren und die Fruchtbarkeit fördern  sollte.
Verse in Verwendung:
„Frisch und g’sund, frisch und g’sund,
Lang leben und g’sund bleibe
und a glücklichs Neujahr!
Frisch und g’sund, frisch und g’sund
long lebm und g’sund bleibm
nix klunzn und nix klogn
bis i wieda kum schlogn!“.
oder im Klagenfurter Raum
„Schipp Schapp frisch und gsund,
lång lebn, gsund bleibn,
und a glücklichs neigs joa,
nit klunzn nit klågn,
bis i wieda kum schlågn!“
Raum Unterkärnten:
"Frisch und g'sund, frisch und g'sund, long lebn, g'sund bleibn, ned klunzn ned klogn bis I wida kumm schlogn. De Engalan mit de goldanen Hoor wünschn eich a guats neigs Johr"
In der Oststeiermark ist folgender Spruch üblich:
„Frisch und g’sund, Frisch und g’sund
ganzes Jahr pumperlg’sund,
gern geb’n, lang leb’n, glückselig sterb’n,
Christkindl am Hochaltar,
des wünsch i dir zum neuen Jahr.“
In der Südsteiermark:
"Frisch und gsund, frisch und gsund
lang leben, gsund bleibn,
s'Christkindl am Hochaltar
wünscht eich a guats neigs Joar."
Weststeiermark:
Frisch'n gsund, frisch'n gsund
Lång lebn
ålts mutterl/ ålts vaterl werden
Nix klunzn, nix klågn bis i wieder kimm schlogn
Des christkindl am Hochaltar wünscht euch allen ein gut's neu's Joah.